# 6 Dywizja Strzelców Polskich
6 Dywizja Strzelców Polskich – wielka jednostka piechoty Armii Polskiej we Francji; późniejsza 12 Dywizja Piechoty.
Dywizję sformowano w lutym 1919 w Arches na bazie francuskiej 74 Dywizji Piechoty. Stanowiska kierownicze w początkowym okresie sprawowali niemal wyłącznie oficerowie armii francuskiej. Oficerowie polscy stanowili jedynie znikomy procent. Szeregowi rekrutowali się  przede wszystkim z Polaków - jeńców  armii austro-węgierskiej internowanych w obozach włoskich w Santa Maria Capua Vetere i La Mandria di Chivasso.

## Struktura organizacyjna
- Dowództwo
- 10 Pułk Strzelców Polskich im. Adama Mickiewicza - późniejszy 52 ppsk
- 11 Pułk Strzelców Polskich - późniejszy 53 ppsk
- 12 Pułk Strzelców Polskich - późniejszy 54 ppsk
- 6 pułk artylerii polowej
- 2 szwadron 3 pułku szwoleżerów
- 2 batalion 3 pułku saperów;
- batalion zapasowy

1 kwietnia 1919 na wyposażeniu dywizji znajdowało się: 3209 kb, 206 rkm, 78 ckm, 9 działek piechoty i 36 dział kalibru 75 mm

## Działania bojowe w kraju
6 Dywizja Strzelców Polskich przegrupowywała się do Polski od 13 do 20 maja 1919. Początkowo skierowano ją do wzmocnienia północno-wschodniego odcinka granicy z Niemcami, a następnie weszła w skład odwodu Naczelnego Dowództwa WP  i skoncentrowała się  w rejonie: Łódź-Koluszki-Zgierz. Pod koniec czerwca dywizja wyszła z podporządkowania 3 Korpusu Armii Hallera i  została  przegrupowana do rejonu na wschód od Lwowa. Przeszła tam pod rozkazy dowództwa Frontu Galicyjsko-Wołyńskiego i wzięła udział w przeciwko wojskom Zachodnioukraińskiej Republiki Ludowej.
W przededniu ofensywy dywizja liczyła: 225 oficerów (w tym 119 Francuzów), 8646 szeregowych i podoficerów (w tym 505 Francuzów) oraz posiadała na uzbrojeniu m.in. 122 karabiny maszynowe i 40 dział
28 czerwca dywizja przeszła swój chrzest bojowy. Jej pułki przełamały  front w pobliżu Złoczowa w rejonie Scianka-Gołogóry. Do 17 lipca dywizja  w swoim pasie działania ostatecznie wyparła przeciwnika za Zbrucz i zamknęła przeprawy przez rzekę w Wołoczyskach, Tarnorudzie i Satanowie. Do końca 1920 pełniła służbę kordonową.

## Przeformowanie dywizji
Rozkazem ministra spraw wojskowych  nr 169 z 1 września 1919 o zjednoczeniu Armii Hallera z Armią Krajową, 6 Dywizja Strzelców Polskich została przemianowana na 12 Dywizję Piechoty. Jednocześnie przeszła głęboką reorganizację. Wraz z reorganizacją szeregi dywizji opuszczali oficerowie francuscy, niepełnoletni i najstarsze roczniki żołnierzy, w tym wielu ochotników z Francji i Ameryki. Ich miejsce zajęli oficerowie polscy i żołnierze z poboru.
Po przeprowadzonych zmianach struktura dywizji przedstawiała się następująco:
Struktura 12 DP
- dowództwo;
- kompania sztabowa
- XXIII Brygada Piechoty
- XXIV Brygada Piechoty
- XII Brygada Artylerii
- 2 dywizjon 3 pułku szwoleżerów
- 12 batalion saperów
- szpital nr 607
- 12 urząd amunicyjny
- 12 urząd gospodarczy
- 12 szpital koni
- tabory

Dywizja liczyła w tym czasie 388 oficerów, 13 979 podoficerów i szeregowych i 4820 koni.